# Saint-Julien (Côte-d'Or)
Saint-Julien è un comune francese di 1 478 abitanti situato nel dipartimento della Côte-d'Or nella regione della Borgogna-Franca Contea.

## Società

### Evoluzione demografica
Abitanti censiti